# Rijksmuseumtuinen

Plattegrond Museumstraat en Rijksmuseumgebouw, met in het groen eromheen de Rijksmuseumtuinen.

De Rijksmuseumtuinen vormen het beeldenpark van het Rijksmuseum in Amsterdam. De tuinen met hekwerk, beelden en gebouwfragmenten zijn aangewezen als rijksmonument.

## Indeling
De museumtuinen worden in tweeën gedeeld door de Museumstraat die via de passage onder het Rijksmuseumgebouw doorloopt. De tuinen zijn afgesloten met een smeedijzeren hekwerk, maar overdag openbaar toegankelijk.
In de tuinen wordt 's zomers een expositie gehouden van een buitenlandse, twintigste-eeuwse beeldhouwer. In de zuidwesthoek van de tuin staan fragmenten van gebouwen uit diverse delen van het land. Ook bevindt zich hier het Fragmentengebouw, waarin eveneens fragmenten zijn verwerkt. In de tuinen bevinden zich ook de voormalige directeursvilla (1883) en de Teekenschool (1891), eveneens ontworpen door Cuypers. De directeursvilla is tot 1945 in gebruik geweest als dienstwoning van de hoofddirecteur; daarna is het pand in gebruik genomen als directiegebouw.

## Geschiedenis
De tuinen zijn oorspronkelijk door Cuypers ontworpen en aangelegd tussen 1884 en 1916 om de verschillende tuinarchitectuurstijlen in Nederland te laten zien. Als voorbeelden voor een dergelijke museumtuin met beelden en bouwfragmenten dienden onder meer het Musée de Cluny in Parijs en het Germanisches Nationalmuseum in Neurenberg.
Na de renovatie van het museumgebouw in 2003-2013 zijn de tuinen heringericht. Deels bevinden zich sindsdien onder de tuinen een ondergrondse energiering en depots.

## Beplanting
Bij de directeurswoning staat een in 1907 door Cuypers geplante Kaukasische vleugelnoot. De beplanting van historische tulpensoorten wordt sinds 2015 in samenwerking met de Keukenhof aangepast aan de lopende tentoonstellingen.

## Exposities
- 2013: Henry Moore
- 2014: Alexander Calder
- 2015: Joan Miró
- 2016: Giuseppe Penone
- 2017: Jean Dubuffet
- 2018: Eduardo Chillida
- 2019: Louise Bourgeois

Hoofdgebouw (Voorhal · Eregalerij · Nachtwachtzaal · Cuypersbibliotheek) ·
Philipsvleugel (Fragmentengebouw · Druckeruitbouw) ·
Teekenschool ·
tuin